# Gāo Míng
Gāo Míng (高明S; Ruhian, c. 1305 – Ninghai, 1370) è stato un drammaturgo cinese della dinastia Yuan.
La sua unica opera conosciuta, la Storia del liuto (琵琶記T, Pípa jìP) divenne un modello per il successivo sviluppo dell'opera meridionale (nánxì).
Nacque a Ruhian, Wenzhou, nella provincia del Fujian. Gāo Míng, per prendersi cura della madre vedova, superò nel 1345 l'esame ufficiale jinshi, e successivamente ottenne cariche di funzionario in varie regioni. Lavorò come coadiuvante per lo scrittore Su Tianjue, e lo aiutò a rielaborare alcune sue opere. Dal 1348 al 1351 Gao era coinvolto nella soppressione della rivolta dei Turbanti Rossi, agendo militarmente contro il ribelle Han Fang Guozhen. Dopo la sconfitta di Fang, a Gao Ming venne assegnato un incarico come assessore a Shaoxing. Fang in seguito tentò di assumerlo come insegnante, ma Gao declinò gentilmente la proposta.
Deluso dalla vita pubblica e ritiratosi a Lishe, si dedicò alla letteratura e scrisse in questo periodo il suo dramma Storia del liuto. Il suo amico Liu Ji provò a tirarlo fuori dal suo ritiro per convincere l'imperatore Hongwu ad assumere Gao nella stesura della storia ufficiale degli Yuan; questi, tuttavia, declinò, menzionando disturbi mentali.

## La storia del liuto
Il dramma è diviso in 42 scene. Cai Bo Jie deve recarsi nella capitale per sostenere l'esame imperiale, e lascia la casa paterna e la giovane moglie Wu Niang. Superato brillantemente l'esame, il Gran Cancelliere Niu vuole trattenerlo nella capitale per farne il marito della figlia. Intanto, una carestia è scoppiata nel suo paese, e Wu Niang cerca di proteggere i suoceri. Alla morte di questi, la giovane parte per la capitale, portando il liuto con sé, e si guadagna la vita suonando. Un lieto fine vede i due giovani felicemente riuniti. La suonatrice del liuto accetta di condividere l'amato coll'altra donna.